# Дирхам
Дирхам, дирхем или дирхм (арап. درهم), била је, а у неким случајевима, још увијек је валута у неколико арапских земаља. Раније је била повезана са јединицом масе (османски драм) у Османском царству и ранијим персијским државама. Назив је изведен из назива древне грчке валуте, драхме.

## Јединица масе
Дирхам се као јединица масе користио широм сјеверне Африке, Средњег истока, Персије, са различитим вриједностима.
У касном Османском царству, стандардни дирхам (Шаблон:Јез-осмтур) имао је 3,207 грама; 400 дирхама је било једнако једној оки. Османски дирхам је био заснована сасанидском драхму, а који је био заснована римској дра(х)ми.
У Египту 1895. године, једна дирхам је имао 47,661 троа грана.
Тренутно постоји покрет унутар исламског свијета да се оживи дирхам као јединица масе за мјерење сребра, мада је тачна вриједност спорна (или 3 грама или 2,975 грама).

## Историја
Ријеч ’дирхам’ поријекло води од драхме (δραχμή, грчког кованог новца. Визанзија је контролисала Левант и трговала са Арабијом, због чега је њен новац био тамо у оптицају у предисламско вријеме, а и послије прихватања ислама. Била је то валута која је напочетку прихваћена као арапска ријеч; затим је крајем 7. вијека кованица постала исламска валута која је носила име суверена и вјерски стих. Дирхам је био у оптицају у многим средоземним земљама, укључујући Ал Андалуз (маорску Шпанију) и Византију (милијарисион), а могао се користити као валута у Европи између 10. и 12. вијека, нарочито у областима повезаним са викинзима, као што су Скандинавски Јорк и Даблин.

## Савремена валута
Тренутно важеће националне валуте које носе назив дирхам:
- Марокански дирхам
- УАЕ дирхам
- Јерменски драм

Савремене валуте чије подјединице носе назив дирхам или дирам:
- 1 либијски динар састоји се од 1000 дирхама
- 1 катарски ријал састоји се од 100 дирхама
- 1 јордански динар састоји се од 10 дирхама
- 1 таџикистански сомони састоји се од 100 дирама.

Незванична валута савремени златни динар је подијељена на дирхаме.